# SN 2001if
SN 2001if – supernowa typu Ia odkryta 9 grudnia 2001 roku w galaktyce M+06-06-43. W momencie odkrycia miała maksymalną jasność 17,20m.